# 花漾少年
《花漾少年》（Ang Pagdadalaga ni Maximo Oliveros；英語片名：The Blossoming of Maximo Oliveros），是一部2005年的菲律賓電影，導演奧拉烏索里托，男主角由15歲的納森洛培飾演，片長100分鐘。
參展及得獎的紀錄有：
1. 柏林影展最佳同志電影泰迪熊獎
2. 日舞影展
3. 蒙特婁影展正式競賽
4. 鹿特丹影展最佳亞洲電影
5. 紐約新導演新電影影展開幕片
6. 2006年第八屆台北電影節

1. . web.archive.org. 2007-07-11  [2025-04-11].